# Jacob Lofland
Jacob Loftland (Briggsville, Arkansas; 30 de julio de 1996) es un actor estadounidense, más conocido por su papel de Neckbone en la película Mud y Aris en Maze Runner: The Scorch Trials.

## Vida y carrera
Loftland nació el 30 de julio de 1996 en Briggsville, Arkansas, Estados Unidos, hijo de Billy y Debra Loftland.
Comenzó su carrera de actuación interpretando a Neckbone en la película de Jeff Nichols, Mud, junto a Matthew McConaughey y Tye Sheridan. Cuando Nichols decidió que quería encontrar un actor joven localmente para la parte fundamental de Neckbone en Mud, había lanzado avisos en periódicos regionales. Viniendo a través de uno de ellos, se reconoció rápidamente que Loftland encajaba en cada adjetivo de la personalidad de Neckbone. Envió una solicitud, y fue llamado para leer por el director de casting en Little Rock, Arkansas. En menos de tres semanas después de ver el casting abierto en el periódico, tomó su primer viaje en avión hacia Austin, Texas, para audicionar. Se le ofreció el rol dentro de 24 horas, y dentro de un mes se encontraba en la locación con el equipo completo de película.
En 2013, se unió al elenco de Little Accidents, presentado en el Festival de Cine de Sundance de 2014. En 2014, se unió al elenco de la quinta temporada de Justified, y en 2015, coprotagonizó la película Maze Runner: The Scorch Trials.

## Filmografía
| Año  | Título                         | Rol          | Notas       |
| ---- | ------------------------------ | ------------ | ----------- |
| 2012 | Mud                            | Neckbone     |             |
| 2014 | Little Accidents               | Owen Briggs  |             |
| 2014 | Justified                      | Kendal Crowe | 9 episodios |
| 2015 | Maze Runner: The Scorch Trials | Aris Jones   |             |
| 2016 | Free State of Jones            | Daniel       |             |
| 2016 | Go North                       |              |             |
| 2018 | Maze Runner: The Death Cure    | Aris Jones   |             |

## Premios y nominaciones
| Año  | Premio                                  | Categoría                                      | Trabajo          | Resultado |
| ---- | --------------------------------------- | ---------------------------------------------- | ---------------- | --------- |
| 2014 | Premios Independent Spirit              | Mejor Elenco (compartido con el elenco de Mud) | Mud              | Ganador   |
| 2014 | Festival de Cine Internacional de Milan | Mejor Actor de Reparto                         | Little Accidents | Nominado  |